# Universal Pictures Home Entertainment
Universal Pictures Home Entertainment (dawniej Universal Studios Home Entertainment, Universal Studios Home Video, MCA/Universal Home Video, MCA Home Video, MCA Videodisc Inc. i MCA Videocassette Inc.) – amerykański dystrybutor filmów do użytku domowego, oddział wytwórni filmowej Universal Pictures, należący do NBCUniversal Film and Entertainment.
Przedsiębiorstwo zostało założone pod nazwą MCA Videocassette, Inc. w 1980 roku, w Los Angeles, w Kalifornii.
W 2005 roku uruchomiło własny oddział Universal 1440 Entertainment, będący ramieniem produkcyjnym Universal Pictures Home Entertainment. Jest również posiadaczem jednostki zależnej Studio Distribution Services, LLC, amerykańsko-kanadyjskiej spółki joint venture należącej do Universal i Warner Bros. Home Entertainment.

## DVD

### Filmy animowane
- Guillermo del Toro: Pinokio
- Bob budowniczy: Wielkie wykopaliska

### Seriale animowane
- Popeye i przyjaciele